# ميتسوكورينات
الميتسوكورينات هي فصيلة من القروش. تتضمَّن هذه الفصيلة جنساً واحداً من الأسماك الحيّة في زمننا (هو الميتسوكورينا ونوعه الوحيد المعروف، القرش العفريت) وخمسة أجناسٍ أخرى من القروش المنقرضة، رغم أن بعض العلماء يعتبرون أحدها مرادفاً للجنس الحيّ، وفي تلك الحالة تبقى أربعة أجناس منقرضة. ونالت هذه الفصيلة اسمها تيمناً بالعالم الياباني كاكيتشي ميتسوكوري، وذلك لأنه جلبَ النموذج النوعي للنوع الوحيد الحيّ في الفصيلة -أي القرش العفريت- إلى الباحث ديفيد ستار جوردن ليضعَ وصفاً له.
أهمّ صفة تُميّز الميتسوكورينات عن غيرها من أنواع القروش أن لها خطماً طويلاً جداً يُشبَّه مظهره بالمنقار، وهذا الخطم مُغطّى بمستشعراتٍ دقيقةٍ تلتقطُ المجالات الكهربائية للكائنات البحرية الأخرى حتى ولو كانت طفيفة، وتساعدها هذه السّمة على مفاجأة فريستها والانقضاض عليها بفكّيها الفارهين. كما تتفرَّد فكوك هذه القروش بقدرتها على أن تندفع للأمام مسافة هائلة، بحيثُ يصبح طول الفك مماثلاً لطول الخطم، ويشبه مظهرها حينها قرش الرمل الببري (لأن لديه خطماً طويلاً كذلك). وقد شُبِّه خطم هذه القروش بأنوف العفاريت الخرافية (وبالتحديد فئةٍ من العفاريت يُقَال لها الغوبلن باللغات اللاتينية)، ومن هنا جاء اسمها.